# Polizeipräsidium Trier

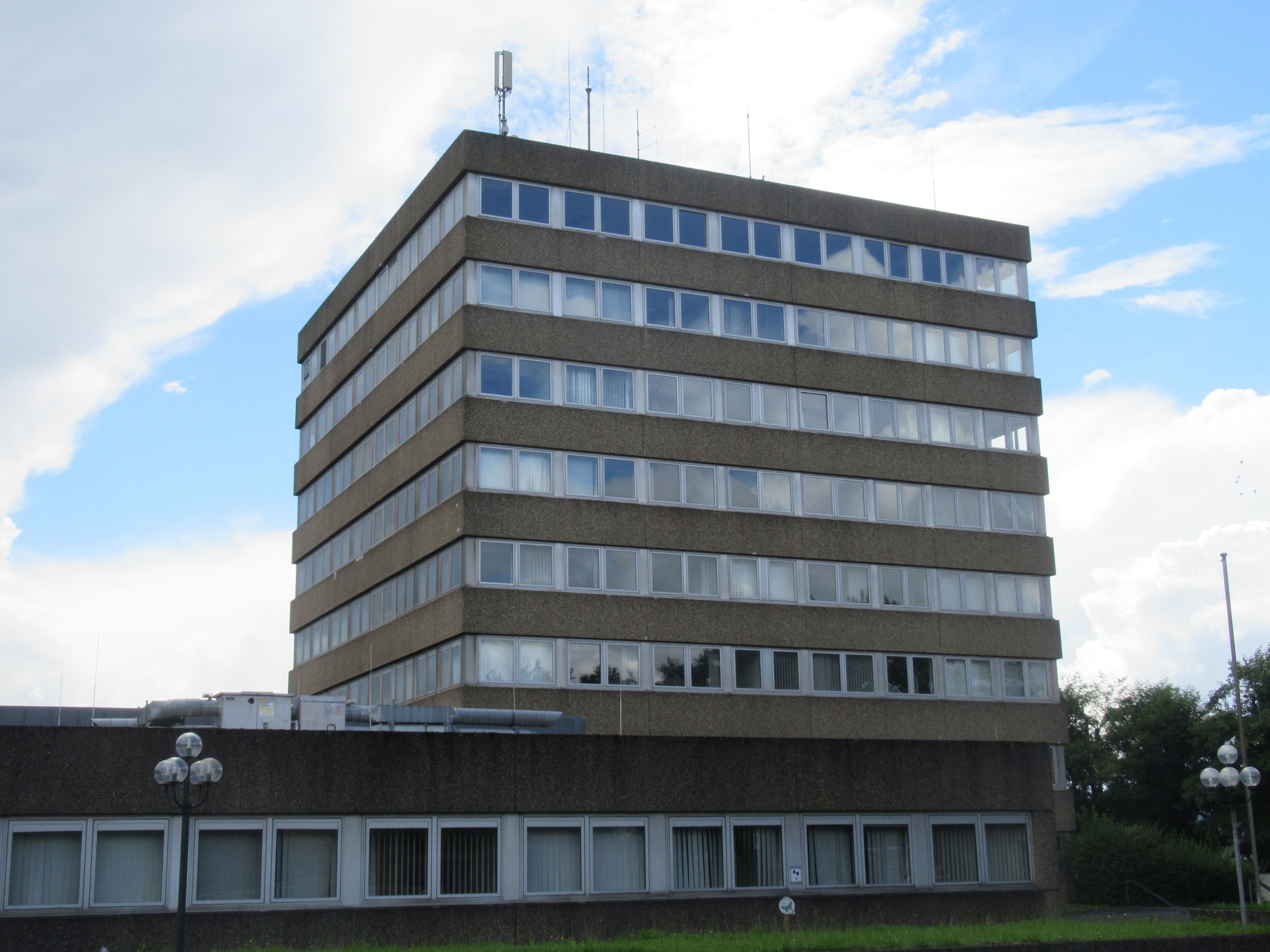
Ehemaliger Standort in der Südallee

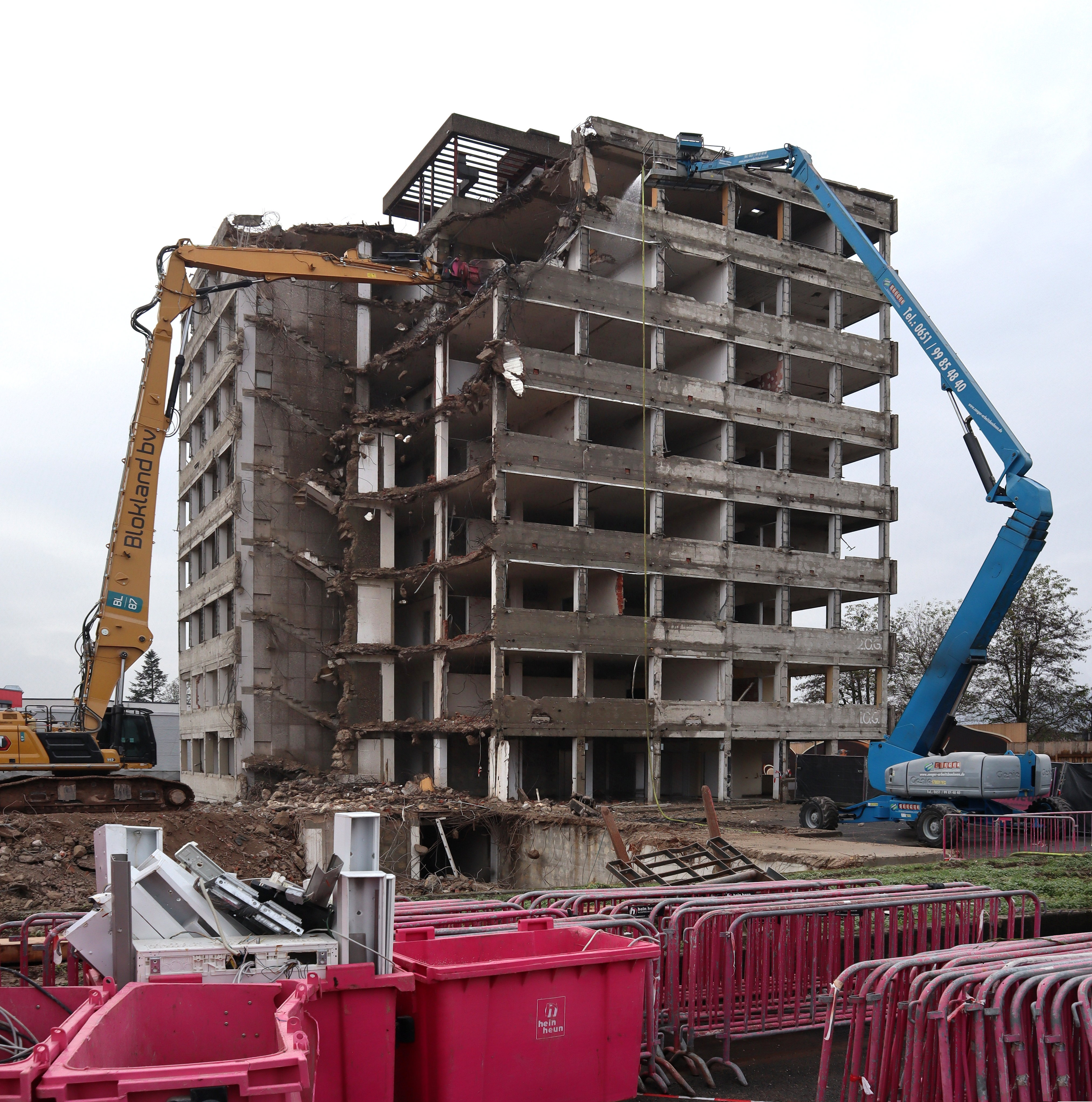
Abriss im Dezember 2022

Das Polizeipräsidium Trier mit Sitz in Trier ist eines von insgesamt fünf Polizeipräsidien der Landespolizei Rheinland-Pfalz. In dem rund 6000 Quadratkilometer umfassenden Zuständigkeitsbereich kümmert sich die Behörde um die öffentliche Sicherheit von 620.000 Einwohnern.
Sie hat über 1400 Beschäftigte.
Die Dienststellen des Polizeipräsidiums Trier reichen entlang der belgischen und luxemburgischen Grenze von Prüm über Trier bis nach Saarburg und im östlichen Dienstbezirk von Daun über Zell bis Idar-Oberstein und Baumholder.

## Geschichte
Das Polizeipräsidium wurde bis September 2021 von Polizeipräsident Rudolf Berg geleitet. Nach dessen Pensionierung leitete Friedel Durben die Behörde, der zum Inspekteur der Polizei befördert wurde. Anja Rakowski übernahm das Amt der Polizeipräsidentin als nächste.

## Dienstsitz
Das Polizeipräsidium Trier hat seinen Sitz in der Salvianstraße 9 in Trier.
Der frühere Standort war in der Südallee (Trier).

## Organisation
Das Polizeipräsidium Trier umfasst zwei Polizeidirektionen, denen 14 Polizeiinspektionen (PI), eine Kriminalinspektion und 4 Polizeiwachen (PW) unterstehen.
Weiterhin existiert eine Kriminaldirektion, der zwei weitere Kriminalinspektionen unterstehen.

## Belege
1. ↑  Polizeipräsidium Trier, 24. Juli 2017.

Koordinaten: 49° 45′ 24,3″ N, 6° 38′ 6″ O